# Pak Seung-zin
Pak Seung-zin (박승진; * 11. Januar 1941 in Wŏnsan; † 5. August 2011) war ein nordkoreanischer Fußballspieler. Bereits in jungen Jahren begann Pak Seung-zin mit dem Fußballspielen. Mit der Nationalmannschaft der Demokratischen Volksrepublik Korea nahm er 1966 an der Fußball-Weltmeisterschaft 1966 in England teil; hier bestritt als Kapitän Pak Seung-zin mit der Rückennummer „8“ alle vier Spiele gegen die Sowjetunion, Chile, Italien (jeweils Gruppenphase) und Portugal (Viertelfinale). Dabei erzielte er den 1:1-Endstand gegen Chile, das 700. WM-Tor, sowie den ersten Treffer im Spiel gegen Portugal (3:5), sodass er bis heute Rekordtorschütze Nordkoreas bei Weltmeisterschaften ist. 1966 stand er bei der Sportgruppe Moranbong unter Vertrag. Außerdem kam der rechte Außenläufer (bei der Weltmeisterschaft als Angreifer bezeichnet) in den Jahren 1965 und 1973 bei drei WM-Qualifikationsspielen gegen Australien (zwei Spiele, drei Tore) und Syrien (ein Spiel) zum Einsatz.
Pak Seung-zin war im Oktober 2002 im Dokumentarfilm Das Spiel ihres Lebens zu sehen.